# Arctocephalus gazella
El lobo marino antártico (Arctophoca gazella) es una especie de mamífero pinnípedo de la familia de los otáridos, una de las siete del género Arctocephalus. Vive en las aguas antárticas, y fueron vistos por primera vez en las islas Kerguelen.[cita requerida]
Habita en los mares del sur de Argentina y Chile.

## Morfología
Esta especie tiene un hocico corto en comparación a otros miembros de la familia. Los machos adultos tienen piel marrón oscura mientras que las hembras y machos jóvenes tienden a ser grises. Existe una variedad de color pálido amarillento que se presenta de manera infrecuente. Los machos adultos pueden medir hasta 2 m y pesar entre 110 y 230 kg. Las hembras, en cambio, miden hasta 1,4 m y pesan entre 22 y 51 kg.

## Alimentación
Se alimentan principalmente de kril y en menor medida de peces aunque también puede cazar pingüinos.